# Okręg wyborczy nr 18 do Senatu Rzeczypospolitej Polskiej (2001–2011)
Okręg wyborczy nr 18 do Senatu Rzeczypospolitej Polskiej obejmował w latach 2001–2011 obszar miasta na prawach powiatu Warszawy (województwo mazowieckie). Wybierano w nim 4 senatorów na zasadzie większości względnej.
Powstał w 2001, jego obszar należał wcześniej do okręgu obejmującego województwo warszawskie. Zniesiony został w 2011, na jego obszarze utworzono nowe okręgi nr 42, 43, 44 i 45.
Siedzibą okręgowej komisji wyborczej była Warszawa.

## Reprezentanci okręgu
| Rok  | Senator komitet wyborczy                                    | Senator komitet wyborczy                                                        | Senator komitet wyborczy                                    | Senator komitet wyborczy                                                      | Senator komitet wyborczy                                    | Senator komitet wyborczy                                        | Senator komitet wyborczy                                    | Senator komitet wyborczy                                    |
| ---- | ----------------------------------------------------------- | ------------------------------------------------------------------------------- | ----------------------------------------------------------- | ----------------------------------------------------------------------------- | ----------------------------------------------------------- | --------------------------------------------------------------- | ----------------------------------------------------------- | ----------------------------------------------------------- |
| 2001 |                                                             | Krzysztof Piesiewicz KWW Blok Senat 2001 (2001) Platforma Obywatelska RP (2005) |                                                             | Zbigniew Romaszewski KWW Blok Senat 2001 (2001) Prawo i Sprawiedliwość (2005) |                                                             | Maria Szyszkowska KKW Sojusz Lewicy Demokratycznej – Unia Pracy |                                                             | Marek Balicki KKW Sojusz Lewicy Demokratycznej – Unia Pracy |
| 2005 |                                                             | Krzysztof Piesiewicz KWW Blok Senat 2001 (2001) Platforma Obywatelska RP (2005) |                                                             | Zbigniew Romaszewski KWW Blok Senat 2001 (2001) Prawo i Sprawiedliwość (2005) |                                                             | Ewa Tomaszewska Prawo i Sprawiedliwość                          |                                                             | Marek Rocki Platforma Obywatelska RP                        |
| 2007 |                                                             | Krzysztof Piesiewicz KWW Blok Senat 2001 (2001) Platforma Obywatelska RP (2005) | Barbara Borys-Damięcka Platforma Obywatelska RP             | Zbigniew Romaszewski KWW Blok Senat 2001 (2001) Prawo i Sprawiedliwość (2005) |                                                             |                                                                 |                                                             | Marek Rocki Platforma Obywatelska RP                        |
| 2011 | okręg zniesiony – patrz okręgi: nr 42, nr 43, nr 44 i nr 45 | okręg zniesiony – patrz okręgi: nr 42, nr 43, nr 44 i nr 45                     | okręg zniesiony – patrz okręgi: nr 42, nr 43, nr 44 i nr 45 | okręg zniesiony – patrz okręgi: nr 42, nr 43, nr 44 i nr 45                   | okręg zniesiony – patrz okręgi: nr 42, nr 43, nr 44 i nr 45 | okręg zniesiony – patrz okręgi: nr 42, nr 43, nr 44 i nr 45     | okręg zniesiony – patrz okręgi: nr 42, nr 43, nr 44 i nr 45 | okręg zniesiony – patrz okręgi: nr 42, nr 43, nr 44 i nr 45 |

## Wyniki wyborów
Symbolem „●” oznaczono senatorów ubiegających się o reelekcję.

### Wybory parlamentarne 2001
| Kandydat                                              | Kandydat                | Komitet wyborczy                                     | Głosów  |
| ----------------------------------------------------- | ----------------------- | ---------------------------------------------------- | ------- |
|                                                       | Krzysztof Piesiewicz●   | KWW Blok Senat 2001                                  | 304 665 |
|                                                       | Zbigniew Romaszewski●   | KWW Blok Senat 2001                                  | 284 374 |
|                                                       | Maria Szyszkowska       | KKW Sojusz Lewicy Demokratycznej – Unia Pracy        | 248 335 |
|                                                       | Marek Balicki           | KKW Sojusz Lewicy Demokratycznej – Unia Pracy        | 246 695 |
|                                                       | Marek Goliszewski       | KWW Blok Senat 2001                                  | 231 065 |
|                                                       | Janusz Czapiński        | KKW Sojusz Lewicy Demokratycznej – Unia Pracy        | 230 425 |
|                                                       | Jacek Saryusz-Wolski    | KWW Blok Senat 2001                                  | 192 115 |
|                                                       | Szymon Szurmiej         | KKW Sojusz Lewicy Demokratycznej – Unia Pracy        | 182 838 |
|                                                       | Maciej Jankowski        | KWW Macieja Jankowskiego                             | 136 658 |
|                                                       | Adam Sandauer           | KWW Primum Non Nocere – Po pierwsze nie szkodzić     | 110 575 |
|                                                       | Włodzimierz Szymanko    | Krajowe Porozumienie Emerytów i Rencistów            | 105 269 |
|                                                       | Stanisław Michalkiewicz | Konserwatywno-Liberalna Partia Unia Polityki Realnej | 103 049 |
| Frekwencja: 56,17% Źródło: Państwowa Komisja Wyborcza |                         |                                                      |         |

*Krzysztof Piesiewicz i Zbigniew Romaszewski reprezentowali w Senacie IV kadencji (1997–2001) województwo warszawskie.

### Wybory parlamentarne 2005
| Kandydat                                              | Kandydat                   | Komitet wyborczy                         | Głosów  |
| ----------------------------------------------------- | -------------------------- | ---------------------------------------- | ------- |
|                                                       | Krzysztof Piesiewicz●      | Platforma Obywatelska RP                 | 344 526 |
|                                                       | Zbigniew Romaszewski●      | Prawo i Sprawiedliwość                   | 326 442 |
|                                                       | Ewa Tomaszewska            | Prawo i Sprawiedliwość                   | 281 257 |
|                                                       | Marek Rocki                | Platforma Obywatelska RP                 | 240 072 |
|                                                       | Andrzej Wielowieyski●      | Partia Demokratyczna – demokraci.pl      | 136 089 |
|                                                       | Jan Olszewski              | Ruch Patriotyczny                        | 123 387 |
|                                                       | Waldemar Marszałek         | Sojusz Lewicy Demokratycznej             | 107 817 |
|                                                       | Wanda Nowicka              | Sojusz Lewicy Demokratycznej             | 105 480 |
|                                                       | Jacek Bobrowski            | Sojusz Lewicy Demokratycznej             | 105 310 |
|                                                       | Paweł Bożyk                | Sojusz Lewicy Demokratycznej             | 102 191 |
|                                                       | Jędrzej Dmowski            | Liga Polskich Rodzin                     | 92 815  |
|                                                       | Andrzej Stankiewicz        | Platforma Janusza Korwin-Mikke           | 90 479  |
|                                                       | Andrzej Kaźmierczak        | Liga Polskich Rodzin                     | 84 477  |
|                                                       | Waldemar Adamczyk          | Samoobrona Rzeczpospolitej Polskiej      | 43 123  |
|                                                       | Dariusz Zawiślak           | KWW Przyjaciół Szreka – Szlachetne Serce | 33 812  |
|                                                       | Walentyna Rakiel-Czarnecka | Polskie Stronnictwo Ludowe               | 30 995  |
|                                                       | Krzysztof Pater            | Niezależni Wyborcy – KWW                 | 19 644  |
|                                                       | Paweł Skrzecz              | Polska Partia Narodowa                   | 17 577  |
|                                                       | Dariusz Godlewski          | OdNowa Rzeczypospolitej Polskiej         | 11 421  |
|                                                       | Jerzy Krzekotowski         | Centrum                                  | 8223    |
|                                                       | Piotr Lewandowski          | KWW Piotra Lewandowskiego                | 7978    |
| Frekwencja: 56,04% Źródło: Państwowa Komisja Wyborcza |                            |                                          |         |

*Andrzej Wielowieyski reprezentował w Senacie V kadencji (2001–2005) okręg nr 19.

### Wybory parlamentarne 2007
| Kandydat                                              | Kandydat                   | Komitet wyborczy                      | Głosów  |
| ----------------------------------------------------- | -------------------------- | ------------------------------------- | ------- |
|                                                       | Barbara Borys-Damięcka     | Platforma Obywatelska RP              | 605 972 |
|                                                       | Krzysztof Piesiewicz●      | Platforma Obywatelska RP              | 547 479 |
|                                                       | Marek Rocki●               | Platforma Obywatelska RP              | 439 128 |
|                                                       | Zbigniew Romaszewski●      | Prawo i Sprawiedliwość                | 330 396 |
|                                                       | Anna Gręziak               | Prawo i Sprawiedliwość                | 278 839 |
|                                                       | Andrzej Krajewski          | Prawo i Sprawiedliwość                | 278 425 |
|                                                       | Robert Smoktunowicz●       | KKW Lewica i Demokraci SLD+SDPL+PD+UP | 259 028 |
|                                                       | Walentyna Rakiel-Czarnecka | Polskie Stronnictwo Ludowe            | 151 115 |
|                                                       | Agnieszka Kuncewicz        | KKW Lewica i Demokraci SLD+SDPL+PD+UP | 150 632 |
|                                                       | Bartosz Dominiak           | KKW Lewica i Demokraci SLD+SDPL+PD+UP | 150 847 |
|                                                       | Maria Longina Kaczmarska   | KKW Lewica i Demokraci SLD+SDPL+PD+UP | 148 216 |
|                                                       | Krystyna Krzekotowska      | Nowa Wizja Polski                     | 37 300  |
| Frekwencja: 74,01% Źródło: Państwowa Komisja Wyborcza |                            |                                       |         |

*Robert Smoktunowicz reprezentował w Senacie VI kadencji (2005–2007) okręg nr 19.